# Stora Grytsjön, Västmanland
Stora Grytsjön är en sjö i Nora kommun i Västmanland och ingår i Norrströms huvudavrinningsområde. Sjön har en area på 0,335 kvadratkilometer och ligger 203,1 meter över havet. Sjön avvattnas av vattendraget Hagbyån.

## Delavrinningsområde
Stora Grytsjön ingår i det delavrinningsområde (658675-144394) som SMHI kallar för Inloppet i Älvlången. Medelhöjden är 206 meter över havet och ytan är 12,29 kvadratkilometer. Det finns inga avrinningsområden uppströms utan avrinningsområdet är högsta punkten. Hagbyån som avvattnar avrinningsområdet har biflödesordning 4, vilket innebär att vattnet flödar genom totalt 4 vattendrag innan det når havet efter 245 kilometer. Avrinningsområdet består mestadels av skog (70 procent) och sankmarker (23 procent). Avrinningsområdet har 0,52 kvadratkilometer vattenytor vilket ger det en sjöprocent på 4,3 procent.